# Garvin (Oklahoma)
Garvin – miasto w Stanach Zjednoczonych, w stanie Oklahoma, w hrabstwie McCurtain.